# Класс ♯P
Класс #P — класс вычислительной сложности, состоящий из задач, решением которых является количество успешных (то есть, завершающихся в допускающих состояниях) путей вычислений для некоторой недетерминированной машины Тьюринга, работающей за полиномиальное время. Например, следующие проблемы принадлежат к этому классу:
- сколько различных гамильтоновых циклов существует в данном графе?
- сколько различных путей между двумя данными вершинами существует в данном графе?

Известно, что P#P — класс проблем, решаемых машиной Тьюринга за полиномиальное время с привлечением оракула для класса #P — содержит класс сложности PH. Исходя из этого, считается, что #P-полные проблемы являются крайне сложными с точки зрения вычислительной сложности.
Одной из наиболее известных проблем, принадлежащей к классу #P-полных, является проблема вычисления перманента матрицы:
{\displaystyle {\mbox{Per}}(A)=\sum _{\pi \in S_{n}}\prod _{i=1}^{n}a_{i,\pi _{i}}=\sum _{\pi \in S_{n}}a_{1,\pi _{1}}a_{2,\pi _{2}}\cdots a_{n,\pi _{n}}},
при этом сходная на первый взгляд проблема вычисления детерминанта матрицы решается за полиномиальное время.